# Dufferin Street

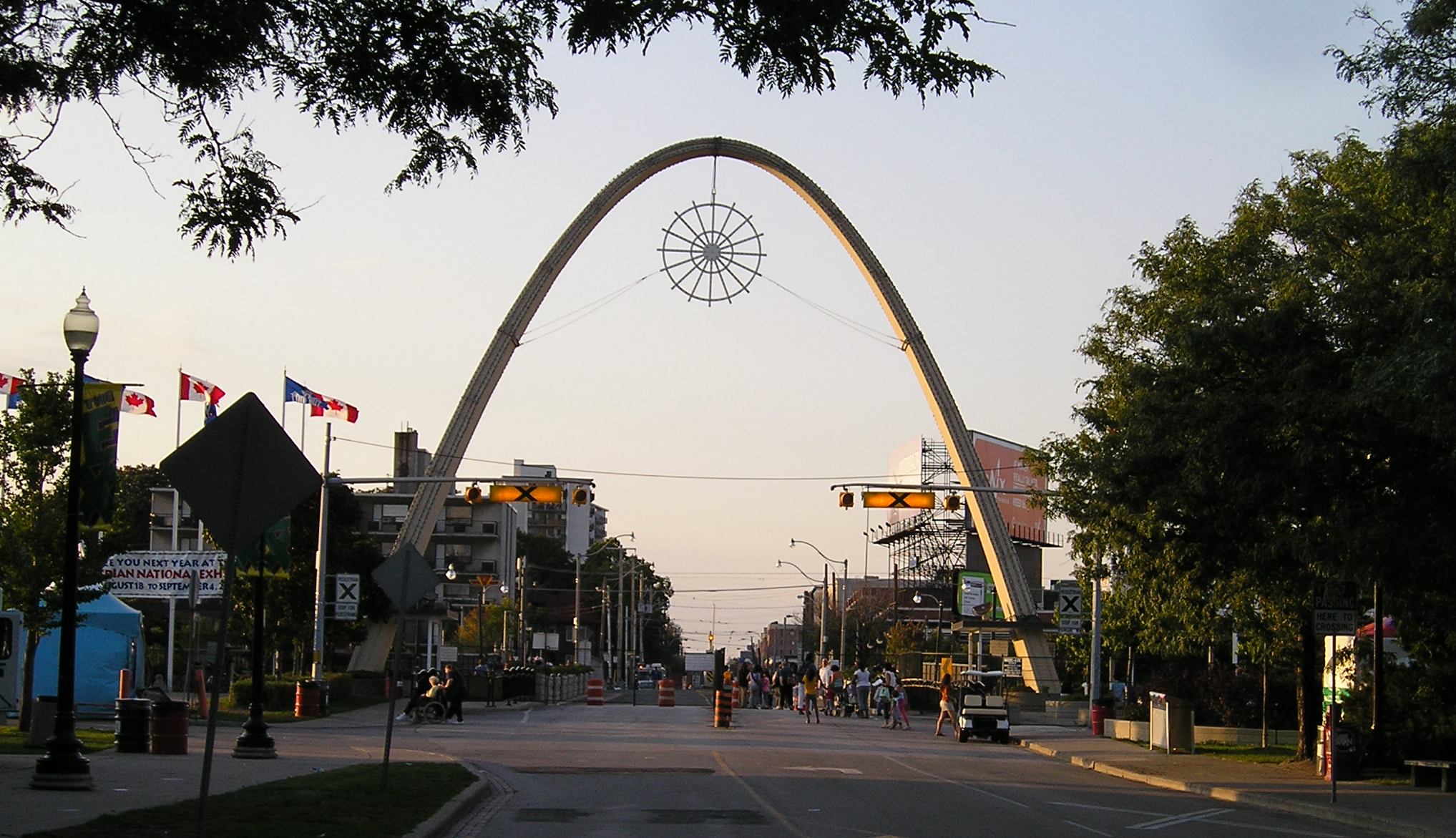
Dufferin Street, o arco marca a entrada do Exhibition Place e o início sul da rua..

Dufferin Street é uma rua arterial localizada na região metropolitana de Toronto, Ontário, Canadá. Estende-se desde da entrada do arco do Exhibition Place até Wilson Avenue, em North York, e posteriormente, da Sheppard Avenue até a cidade de King. Pontos de interesse incluem o Exhibition Place, e o Dufferin Mall.
O Toronto Transit Commission possui duas linhas na avenida. A principal, linha 29 Dufferin, operando com base na Estação Dufferin, é a linha de ônibus mais movimentada da cidade. É considerada uma das piores ruas da província de Ontário pela população.
A rua abriga a leste uma considerável comunidade portuguesa, na Portugal Village (na região com Dundas Street), e italiana, na Corso Italia (com St. Clair Avenue).